# 卓溪鄉
卓溪鄉（布農語：Panital），舊稱「乾溪」，位於臺灣花蓮縣西南端，為花蓮縣的山地鄉之一。北連瑞穗鄉、萬榮鄉，西以中央山脈與南投縣信義鄉、高雄市桃源區相隔，東鄰玉里鎮、富里鄉，南接臺東縣海端鄉。轄區面積約為1,021平方公里，人口約有5千9百多人，人口密度每平方公里約6人，是花蓮縣面積第二大、人口密度最低的行政區，也是臺灣面積第五大、人口密度第三低的鄉鎮市區。
全境位居中央山脈與玉山山脈的交會處一帶，有超過20座海拔高度大於3,000公尺的山峰，整體地形山川多、平原少。族群結構上有布農族、泰雅族、太魯閣族等臺灣原住民族，並以布農族為最多，地方通行語為布農語。經濟產業主要為農業，並有玉溪文旦柚、青梅、黃金苦茶油等農特產。清領時期修建的八通關古道貫穿境內，為臺灣著名的橫貫步行道路。鄉內西半部被劃入玉山國家公園的範圍內，故留有豐富的自然原始生態與人文遺跡。

## 歷史
卓溪鄉舊名「乾溪」（Takkei），係因本地溪流，除大雨滂沱外，終年無水，因而得名。卓溪鄉在日本時代為花蓮港廳玉里郡直轄的臺灣原住民蕃地。
卓溪鄉的布農族原住民大約在18世紀中期來到卓溪鄉（中央山脈東側）發展、定居。日治中期對原住民採取「集團移住」政策，於1933年將八通關古道沿線的大分、太魯那斯的族人遷到山下的卓溪鄉居住，由日本警察（花蓮港廳玉里郡郡警察課）直接統治各部落，受各派出所及駐在所管轄。目前卓溪鄉的六個村：卓溪、太平、崙山、立山、卓清、古風，大部份都是在這個時期集中遷入的。
戰後初期曾將卓溪鄉分別劃入玉里鎮、富里鄉管轄，1946年才在此地設置花蓮縣太平鄉，當時因與台中縣太平鄉（今太平區）以及宜蘭縣太平鄉（隨後也改名為大同鄉）同名，於1950年易名為「卓溪鄉」。

## 人口
根據花蓮縣政府民政處統計，2023年底卓溪鄉戶數約1.7千戶，人口約5.9千人，人口密度每平方公里約6人，是花蓮縣人口密度最低的行政區，也是全臺灣人口密度第三低的三級行政區。鄉內人口最多與最少的村分別是卓清村與崙山村，2023年底兩村人口分別為1,241人與670人。

## 政治

### 歷任首長
| 任次 | 姓名   | 政黨       | 任期          | 備註             |
| ---- | ------ | ---------- | ------------- | ---------------- |
| 1    | 高宗榮 |            |               |                  |
| 2    | 高宗榮 |            |               |                  |
| 3    | 高宗榮 |            |               |                  |
| 4    | 陳進榮 |            |               |                  |
| 5    | 陳進榮 |            |               |                  |
| 6    | 陳子榮 |            |               |                  |
| 7    | 陳子榮 |            |               |                  |
| 8    | 黃阿進 |            |               |                  |
| 9    | 黃阿進 |            |               |                  |
| 10   | 高金土 |            |               |                  |
| 11   | 高玉樹 |            | 1990年–1994年 |                  |
| 12   | 高玉樹 |            | 1994年–1998年 |                  |
| 13   | 石進燕 | 中國國民黨 | 1998年–2002年 |                  |
| 14   | 石進燕 | 中國國民黨 | 2002年–2006年 |                  |
| 15   | 蘇正清 | 中國國民黨 | 2006年–2010年 | 涉賄賂案，遭彈劾 |
| 16   | 蘇正清 | 中國國民黨 | 2010年–2014年 | 涉賄賂案，遭彈劾 |
| 17   | 呂必賢 | 中國國民黨 | 2014年–2018年 |                  |
| 18   | 呂必賢 | 中國國民黨 | 2018年–2022年 |                  |
| 19   | 田桂花 | 中國國民黨 | 2022年–       | 現任             |

### 鄉政組織
卓溪鄉公所是卓溪鄉最高層級的地方行政機關，在中華民國政府架構中為鄉自治的行政機關，同時負責執行縣政府及中央機關委辦事項，卓溪鄉的自治監督機關為花蓮縣政府。鄉長由全體鄉民直接選舉產生，任期為四年，可連選連任一次。卓溪鄉公所並置鄉政會議，為鄉政最高決策機構，在鄉長之下，設有4課3室等7個內部單位及2個附屬機關。
卓溪鄉民代表會是卓溪鄉的最高民意機關，代表卓溪鄉全體鄉民立法和監察鄉政。鄉民代表由公民直選選出，任期為四年，可連選連任。卓溪鄉民代表會共有7位鄉民代表，分別為第一選區3席鄉民代表、第二選區4席鄉民代表，主席、副主席由7位鄉民代表互選產生。

### 行政區劃
以下列出的「村」屬於行政區劃，因此村內可能有數個部落。括號內皆為賽德克語、布農語或日語名稱。
| \| 卓溪鄉行政區劃 \| \| 崙山村 立山村 太平村 卓溪村 卓清村 古風村 \| | - 崙山村（鄰近舞鶴臺地） - 崙山部落（Daqpusan，崙布山） - 立山村（位於太平溪上游） - 古村部落（Swasal） - 三笠山部落（Bgurah branaw） - 山里部落（Tausa） - 太平村（位於太平溪下游） - 太平部落（Tavila） - 中興部落（Valau） - 中平部落（Nakahira） - 卓溪村（位於乾溪流域） - 卓溪部落（Panital） - 卓清村（位於拉庫拉庫溪流域） - 卓樂部落（Taluk，卓麓） - 南安部落（Lamuan） - 清水部落（Saiku） - 古風村（位於秀姑巒溪畔） - 白端部落（Silupatun） - 古楓部落（Hunhungaz） - 崙天部落（Izukan） - 秀巒部落（Siulang） - 石平部落（Sikihiki） |
|                                                                      | |
| 卓溪鄉行政區劃                                                       | |
| 崙山村 立山村 太平村 卓溪村 卓清村 古風村                            | |

## 教育

### 國民小學
- 花蓮縣卓溪鄉崙山國民小學
- 花蓮縣卓溪鄉立山國民小學
- 花蓮縣卓溪鄉太平國民小學
- 花蓮縣卓溪鄉卓溪國民小學
- 花蓮縣卓溪鄉卓樂國民小學
- 花蓮縣卓溪鄉卓清國民小學
- 花蓮縣卓溪鄉卓楓國民小學
- 花蓮縣卓溪鄉古風國民小學

## 交通

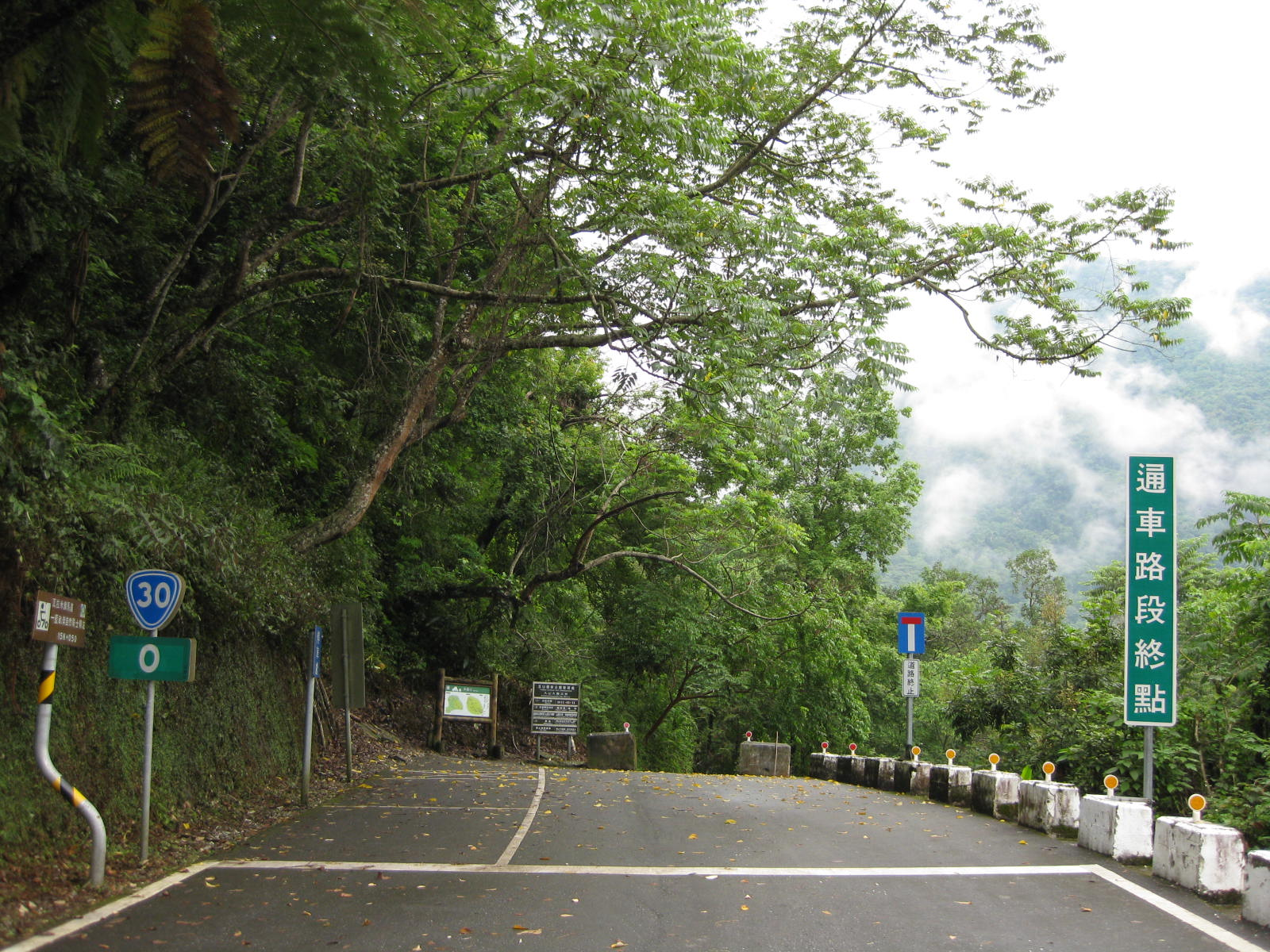
位於卓溪鄉的瓦拉米步道東端入口是台30線（原台18線東段）0公里起點處

### 省道
- 台30線

### 鄉道
- 花63線
- 花65線
- 花66線
- 花67線
- 花68線
- 花70線
- 花73線
- 花75線（卓富公路）

## 旅遊景點

### 文化設施
- 內政部國家公園署
  - 玉山國家公園南安遊客中心
- 交通部觀光署
  - 花東縱谷國家風景區
- 農業部林業及自然保育署
  - 玉里野生動物保護區
  - 關山野生動物重要棲息環境
- 瓦拉米步道
- 崙天布農園區

### 自然景觀
- 丹大山
- 馬博拉斯山
- 斛南山
- 黃麻山
- 塔芬池
- 南安瀑布
- 山風瀑布

### 溫泉
- 大分溫泉（拉庫拉庫溫泉）

### 文化資產
- 頌德碑
- コノホン（古楓）社共同墓碑
- 殉職警察官之碑
- イソガン（崙天）駐在所門柱
- 崙天指導農園碑

#### 八通關越道路
- 八通關越道路開鑿殉職者之碑
- 八通關越道路開鑿紀念碑
- 鹿鳴橋
- 山風橋
- カシハナ（喀西帕南）事件殉職者之碑
- 野尻光一等戰死之地碑
- 圖師八藏等戰死之地碑
- 小山惟精等戰死之地碑
- リノウサン戰死之地碑
- 關儀三郎戰死之地碑
- 殉難諸士之碑
- 納靈之碑
- 仁木三十郎戰死之地碑
- 宮野七衛等戰死之地碑
- スラ等戰死之地碑

#### 遺址
- 佳心舊部落

## 特產
| - 蛇紋岩 - 苦茶油 - 水蜜桃 - 水稻 | - 李子 - 梅子 - 玉米 - 當歸 |

## 外部連結
- 卓溪鄉公所 （页面存档备份，存于）
- 花蓮旅人誌-卓溪鄉 （页面存档备份，存于）
- 臺灣經濟部中央地質調查所《臺灣地質知識服務網》 （页面存档备份，存于）